# Rafael Karsten
Sigfrid Rafael Karsten (16 de agosto de 1879 Koivulahti, Finlandia - 21 de febrero de 1956, Helsinki, Finlandia) fue un filósofo, antropólogo e investigador finlandés, que mostró interés por las religiones y los derechos de los pueblos indígenas del mundo a lo largo de la historia.

## Biografía

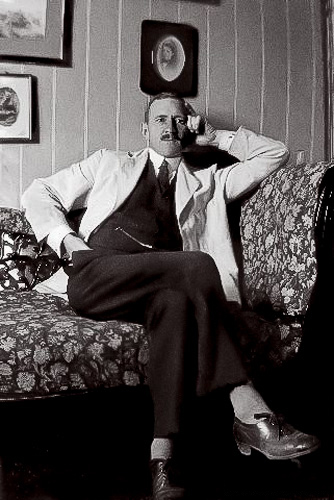

Rafael Karsten nació en el velo de una familia muy religiosa. Sus padres fueron el vicario Klas Edvin Karsten (1836-1908) y María Augusta Emilia (1837-1920). Se graduó en el colegio Wasa Svenska Liceo en 1899 y comenzó sus estudios de filosofía en la Universidad Imperial de Alexander Helsinki, donde se graduó en 1902. En 1903 comenzó su primer trabajo en el Museo Británico. Continuó sus estudios en el museo, estudió la filosofía del derecho en Berlín, y estudió la filosofía social en París en 1906.
Fue estudiante de Edvard Westermarck. Mientras estudiaba, empezó a buscar explicaciones de las religiones humanas, interesándose así por la teología. Criticó la fe cristiana, y llamó a la libertad religiosa en el país. En 1905, defendió su tesis "El origen de la Adoración": Un Estudio de la Religión Primitiva, que intentó aclarar el origen de las religiones.
"En la doctrina del paganismo y el cristianismo" de 1910, Karsten trató de mostrar cómo el cristianismo ha desarrollado una estrecha relación con las religiones paganas de Asia Menor. Karsten también criticó la moral cristiana y con "La doctrina sobrenatural, combinado con la intolerancia intelectual" produjo la persecución de fieles cristianos. Karsten se casó con Margaret Boldt el 5 de diciembre de 1921, publicó las investigaciones de la década de 1920 y 1930, y participó en varias conferencias internacionales. El 21 de febrero de 1956 fallece de causas naturales a los 77 años de edad.

### Obras
| #  | Obra | Año  |
| -- | --- | ---- |
| 1  | Religionsvetenskapen moderna Den. Spansk Tidskrift, Vol. LVII (La ciencia moderna de la religión. Revista Española, Vol. LVII)                             | 1904 |
| 2  | El origen de Culto. Un estudio en religión primitivo | 1905 |
| 3  | Hasta Fråga om la relación entre moral religión och. Spansk Tidskrift, Vol. LXI (Sobre la relación entre moral y religión Revista Española, Vol. LXI)      | 1906 |
| 4  | Nagra arrastre af humanitetsidens utveckling. Vala, Vol. II (Algunas huellas del desarrollo de la humanidad.)                                              | 1906 |
| 5  | Tidskrift utgiven av Juridiska Föreningen i Finlandia, Vol. XLV, No. 3-4 (Revista publicada por la Asociación Jurídica de Finlandia, Volumen XLV, N.º 3-4) | 1909 |
| 6  | Hedendom och Kristendom. Studier i A religionsvetenskap comparada (Paganismo y cristianismo. Estudios comparados con otros religiosos.)                    | 1910 |
| 7  | Paganismo y la enseñanza del cristianismo: estudiar religión comparada en el campo                                                                         | 1911 |
| 8  | La religión de los indios matacos-noctenes de Bolivia. Tomo XXXIV (La religión de los indios matacos-noctenes de Bolivia, Tomo XXXIV)                      | 1913 |
| 9  | Indianska hövlighetsformer i Sydamerika (Formas de cortesía indígenas en Sudamérica)                                                                       | 1917 |
| 10 | Beiträge zur Sittengeschichte Sòdamerikanischen der Indianer (Contribuciones a la historia moral de los indígenas sudamericanos)                           | 1920 |
| 11 | Entre los indios de los bosques primigenios Ecuador. Parte I                                                                                               | 1920 |
| 12 | Las contribuciones a la sociología de las tribus indias de Ecuador. Vol 1, No 3                                                                            | 1920 |
| 13 | Entre los indios de los bosques primigenios Ecuador. Parte II                                                                                              | 1921 |
| 14 | La religión de los indios jíbaros del este de Ecuador. Vol IV, n ° 10 Y 11                                                                                 | 1922 |
| 15 | Los indios tobas del Gran Chaco boliviano. Vol IV, No 4 | 1923 |
| 16 | Los indios colorados del Ecuador occidental. Vol XLIV, No. 2                                                                                               | 1924 |
| 17 | La civilización de los indios de América del Sur. | 1926 |
| 18 | Naturfolkens samhällsliv. Inledning till sociolog (Vida social de las tribus naturales. Introducción a la sociología)                                      | 1928 |
| 19 | Huvudjägare soldyrkare i Sydamerika Ciencia (Cazadores de cabezas y adoradores del sol en Sudamérica)                                                      | 1929 |
| 20 | Juegos ceremoniales de los indios de América del Sur. Tomus III, No. 2                                                                                     | 1930 |
| 21 | Pueblos naturales de la vida social. Porvoo: WSOY. | 1930 |
| 22 | La religión natural Pueblos. Porvoo: WSOY | 1931 |
| 23 | Criterios religión. Educación y Ciencia 79. Porvoo: WSOY                                                                                                   | 1931 |
| 24 | Tribus indias de la Argentina y del Chaco boliviano. Tomus IV, No. 1                                                                                       | 1932 |
| 25 | La vida y la cultura de los indios jíbaros de Ecuador oriental y Perú. Vol VII, No. 1                                                                      | 1935 |
| 26 | Los orígenes de la Religión | 1935 |
| 27 | Filosófica Ética 1: El principio de la enseñanza de la ética.                                                                                              | 1941 |
| 28 | Huvuddrag historia sociologiens av (Principales aspectos de la historia de la sociología )                                                                 | 1945 |
| 29 | El Estado inca y su cultura. Helsinki: Tammi | 1946 |
| 30 | Historia Sociología en general. Helsinki: Söderström | 1945 |
| 31 | Inom Stridsfrågor moderna den sociologi religionsvetenskapen Ciencia (En cuestiones contemporáneas: sociología y ciencia de la religión)                   | 1947 |
| 32 | Un Estado totalitario del Pasado: La civilización del Imperio Inca.                                                                                        | 1948 |
| 33 | Commentationes humanarum Litterarum. Tomus XVI, No. 1 (Comentarios sobre literatura humana. Tomo XVI, N.º 1)                                               | 1949 |
| 34 | Religión Samefolkets. (Religión del pueblo sami) | 1952 |
| 35 | Algunas observaciones críticas de la etnología en Sur América. Vol XIX, No. 5, 1-32                                                                        | 1954 |
| 36 | Los estudios realizados en la religión de los indios de América del Sur. Tomus XXIX, Nr. 1                                                                 | 1964 |